# Мне это не подходит
«Мне это не подходит» — третий студийный альбом российской инди-поп-группы «Обе две», выпущенный 26 ноября 2021 года.

## Об альбоме
По словам Кати Павловой, название альбома «Мне это не подходит» было взято из открыток-записок, которые можно послать знакомому или оставить себе в качестве напоминания.
Стоп-фраза сезона осень-зима 2021.
Открытка оказалась очень удобна в использовании. На скайп-коллах я просто показываю «Мне это не подходит», когда пора.
— Катя, давай сделаем такую коллабу?

— Мне это не подходит
— Катя, давай перенесём концерты на 2022, это было бы разумно

— Мне это не подходит
— Катя, может, дуэт с Лещенко? (Рили)

— Экскюзми, мне это не подходит
— Катя, давай писать хотя бы в инсте нормальные понятные людям тексты, доносить смыслы?

— … ну, вы поняли.

Фраза, бессознательно произнесённая вслух за последние пару лет миллион раз. У альбома просто не было шанса на иное название.Катя Павлова, Инстаграм, 20 октября 2021

## Выход альбома
Первый сингл «Конфетти» был выпущен 23 июля 2021 года. В этот же день вышел клип на песню, снятый режиссёром Антоном Морозовым. «„Конфетти“ — это песня про 7 утра, когда сотрудники заведения уже давно намекают вам, что пора по домам, а вы ставите свой плейлист и надеетесь, что больше — никогда. И так — каждый раз», — рассказала солистка Катя Павлова.
В октябре стало известно, что альбом выйдет в ноябре 2021 года и получит название «Мне это не подходит». 23 ноября 2021 года в программе «Вечерний Ургант» была исполнена новая композиция «Бегала Бегала». Презентация альбома была запланирована на 2 декабря — в Москве, 11 декабря — в Екатеринбурге, а также 19 декабря — в Санкт-Петербурге. Вокалистка распечатала по 200 экземпляров открыток с надписью «Мне это не подходит», чтобы вручить их первым купившим билеты на эти три концерта.
Альбом вышел 26 ноября 2021 года и содержал десять композиций, включая песню «Ты мне говоришь пока» из саундтрека к фильму «Джетлаг».

## Список композиций
| №   | Название                                  | Длительность |
| --- | ----------------------------------------- | ------------ |
| 1.  | «3 по 50»                                 | 2:43         |
| 2.  | «Хрусталь»                                | 4:27         |
| 3.  | «Кавказ»                                  | 4:21         |
| 4.  | «Ты мне говоришь пока» (из к/ф «Джетлаг») | 3:42         |
| 5.  | «Конфетти»                                | 3:41         |
| 6.  | «Нет ничего хорошего»                     | 3:41         |
| 7.  | «Бегала бегала»                           | 4:08         |
| 8.  | «Снег»                                    | 4:26         |
| 9.  | «Глупых разбитых сердец»                  | 2:32         |
| 10. | «Песня про секс»                          | 4:10         |

## Участники записи
- Катя Павлова — голос, вокал, песни, перкуссия, мелодии
- Дмитрий Емельянов — композитор, продюсер, музыка, инструменты
- Дмитрий Павлов — бас-гитара
- Александр Зингер — барабаны, тарелки, перкуссия